# موسس باقرامیان
مؤسس باقرامیان (ارمنی: Մովսես Բաղրամյան) یک فرد نظامی و ملی‌گرای اهل ارمنستان بود. وی یکی از رهبران جنبش آزادی‌بخش ارمنی در سده ۱۸ میلادی بود. وی در قره‌باغ به دنیا آمد و در روسیه زیست.